# 稀裂圆唇苣苔
稀裂圆唇苣苔（学名：[Gyrocheilos retrotrichus var. oligolobus] 错误：{{Lang}}：文本有斜体标记（帮助））为苦苣苔科圆唇苣苔属下的一个变种。

## 扩展阅读
- 維基物種上的相關：稀裂圆唇苣苔